# West Salem (Wisconsin)
West Salem és una població dels Estats Units a l'estat de Wisconsin. Segons el cens del 2008 tenia 4.823 habitants.

## Demografia
Segons el cens del 2000, West Salem tenia 4.540 habitants, 1.706 habitatges, i 1.230 famílies. La densitat de població era de 736,5 habitants per km².
Dels 1.706 habitatges en un 41,4% hi vivien nens de menys de 18 anys, en un 59% hi vivien parelles casades, en un 9,3% dones solteres, i en un 27,9% no eren unitats familiars. En el 23,6% dels habitatges hi vivien persones soles el 10,3% de les quals corresponia a persones de 65 anys o més que vivien soles. El nombre mitjà de persones vivint en cada habitatge era de 2,61 i el nombre mitjà de persones que vivien en cada família era de 3,09.
Per edats la població es repartia de la següent manera: un 30% tenia menys de 18 anys, un 6,3% entre 18 i 24, un 31,9% entre 25 i 44, un 18,9% de 45 a 60 i un 12,8% 65 anys o més.
L'edat mediana era de 34 anys. Per cada 100 dones de 18 o més anys hi havia 86,6 homes.
La renda mediana per habitatge era de 43.449$ i la renda mediana per família de 50.176$. Els homes tenien una renda mediana de 34.459$ mentre que les dones 22.439$. La renda per capita de la població era de 19.904$. Aproximadament el 3,3% de les famílies i el 3,5% de la població estaven per davall del llindar de pobresa.

## Poblacions més properes
El següent diagrama mostra les poblacions més properes.